# Усть-Кут (аеропорт)
Усть-Кут (рос. Усть-Кут (IATA: UKX, ICAO: UITT))  — регіональний аеропорт за 10 км на північ від міста Усть-Кут Іркутської області, є третім (після Іркутська і Братська) аеропортом регіонального значення в області. Забезпечує вантажні і пасажирські перевезення до Іркутська, Красноярська і на нафтогазові родовища на півночі Іркутської області.

## Технічні характеристики
Попри те, що це аеропорт регіонального значення, він має досить високі технічні характеристики для даного рівня:
- залізобетонна ЗПС з високою несучою здатністю;
- обладнаний інструментальною системою заходу на посадку і світлосигнальним обладнанням, що дозволяє цілодобово приймати ПС в складних метеоумовах;
- аеровокзал має пропускну здатність 50 пасажирів на годину;
- перон обладнаний централізованою системою заправки і системою запуску повітряних суден

## Історія[2]
Будівництво аеропорту почалося в 1963 році за 12 км на північ від Усть-Кута на вершині сопки, де була обладнана ґрунтова ЗПС. З осені того ж року стали здійснюватися перші рейси літаків Ан-2, Іл-14, вертольотів Мі-2, Мі-4. Трохи пізніше стали виконуватися польоти на літаках Ан-24, Ан-26, Іл-14, Ан-2, Як-12.
У 1966 році аеропорт прийняв перший вантажний літак Ан-12 — в зимовий період на ґрунтовій смузі ущільнювався сніг, проводилася розмітка габаритів ЗПС, що дозволяло приймати вантажні транспортні літаки такого типу.
У 1970-х роках значення аеропорту зросло в зв'язку з будівництвом Байкало-Амурської магістралі і відкриттям нових алмазодобувних районів у Республіці Саха. Були введені пасажирські рейси на літаках Як-40. Зведена будівля авіаційно-технічної бази, склад ПММ, вантажний пакгауз, будівлі диспетчерських пунктів КПР. У 1979 році завершилося будівництво штучної ЗПС, аеропорт обладнано інструментальною системою посадки і світлосигнальним обладнанням для цілодобового прийому повітряних суден в складних метеоумовах.
У 1980-х роках аеропорт досягає піку свого розвитку і за обсягами відправлень вантажу займає лідерську позицію у Східно-Сибірському управлінні цивільної авіації. У 1983 році через аеропорт Усть-Кут відправлено 228,3 тис. пасажирів, 26,7 тис. тонн вантажів, 536 тонн поштового вантажу. Побудовано бетонний перон, будівлю аварійно-рятувальної станції, док для технічного обслуговування вертольотів, теплі бокси для автотехніки. Обладнано централізовану систему заправки і запуску повітряних суден, місця стоянок для вертольотів.
У 1990-х роках обсяги робіт різко впали. Щорічне падіння обсягів становило 30-40 %. З 1991 по 2001 роки річні відправлення вантажів скоротилися у 10 разів (з 18,3 тис. тонн до 1,8 тис. тонн), а відправлення пасажирів — у 15 разів (з 111 тис. чол. до 7,2 тис. чол. на рік).
У 2007 році контрольний пакет акцій ВАТ «Аеропорт Усть-Кут» придбала авіакомпанія «ЮТейр», яка планує використовувати його як основне місце базування своїх вертольотів, що виконують польоти на нафтові родовища у Східному Сибіру.

## ТипиПС, які приймає аеропорт
- літаки: Л-410, Ан-2, Ан-12, Ан-24, Ан-26, Ан-30, Ан-32, Ан-72, Ан-74, ATR-42, ATR-72, CRJ-200, Як-40, Ан-140, Ан-148, Як-42, Іл-76
- вертольоти: усіх типів

Повітряні судна в аеропорту Усть-Кут
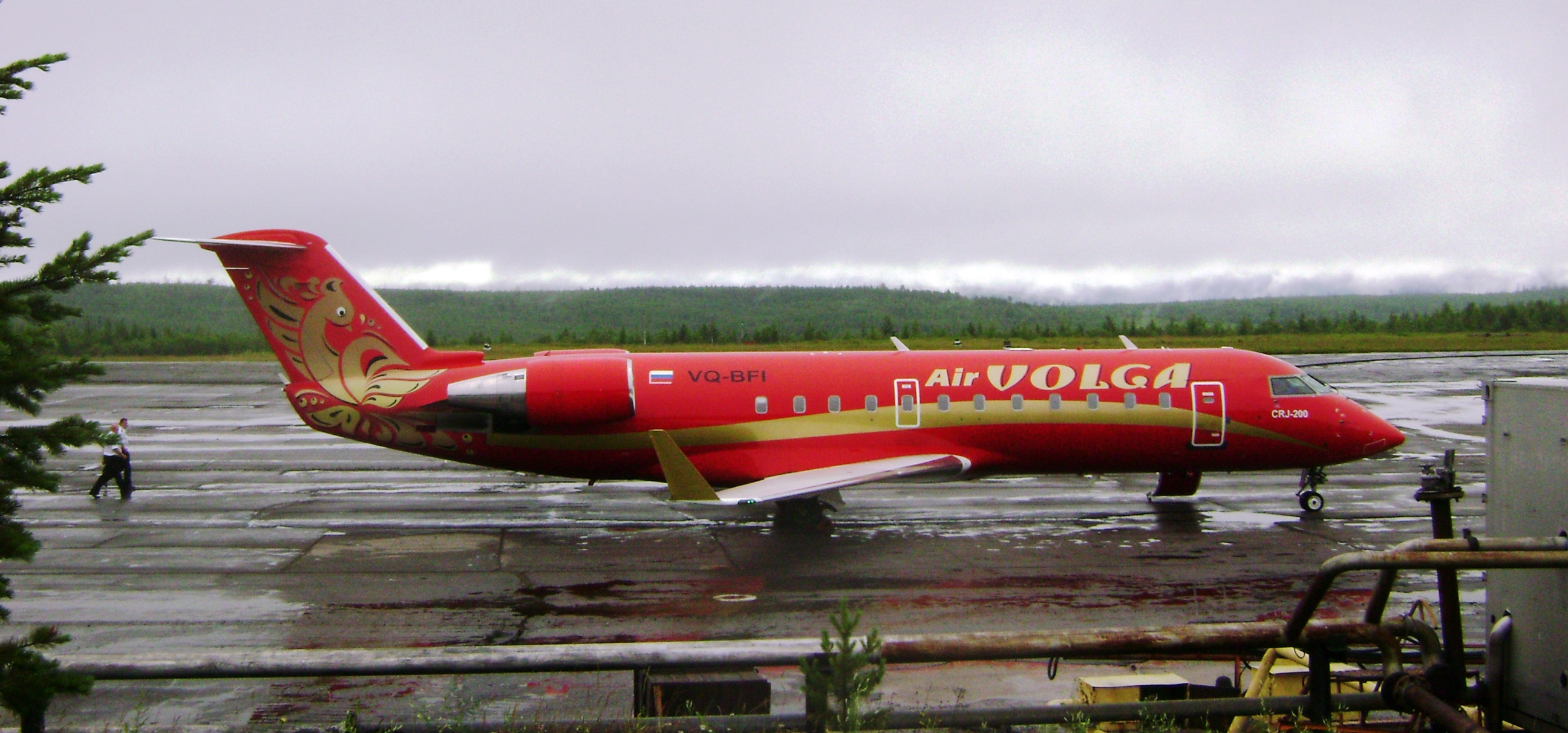
Літак Canadair Regional Jet CRJ-200 на пероні
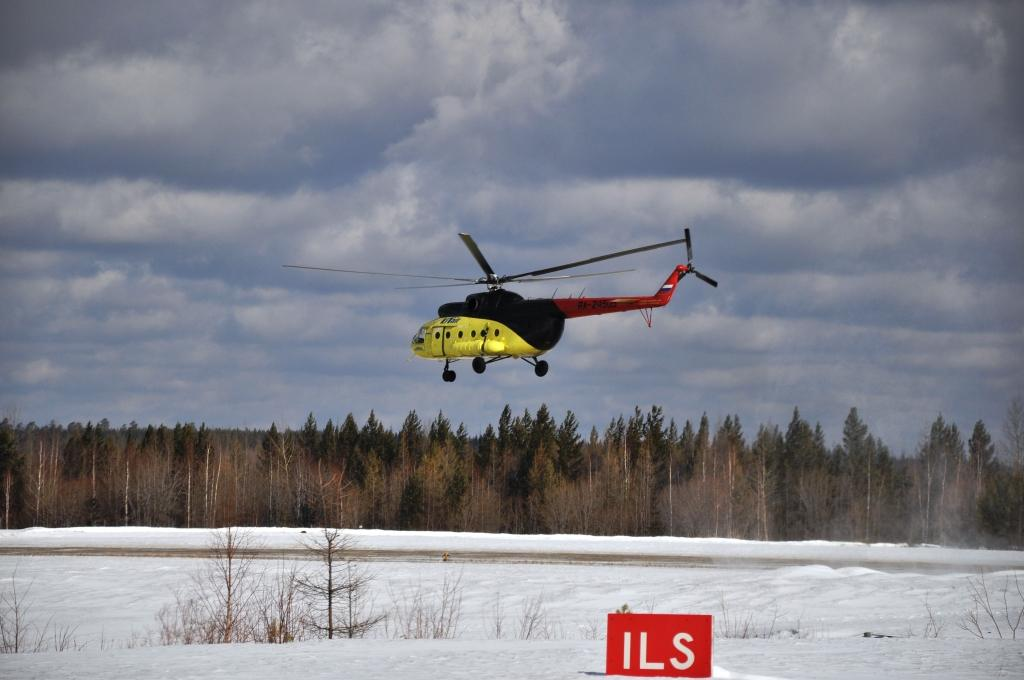
Посадка вертольота Мі-8 на ЗПС
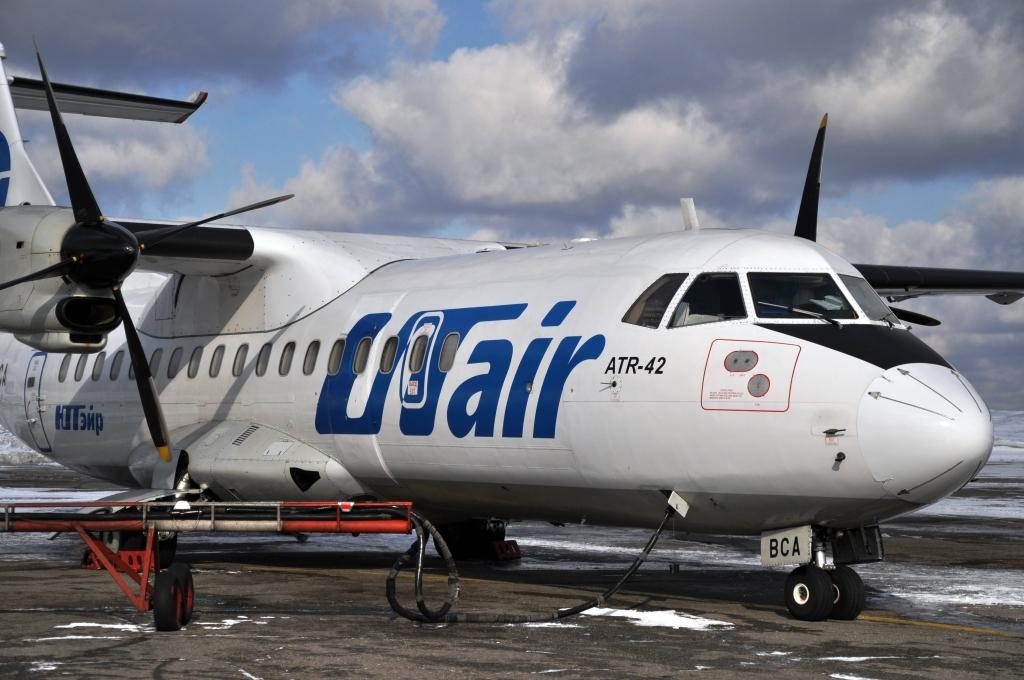
ATR-42
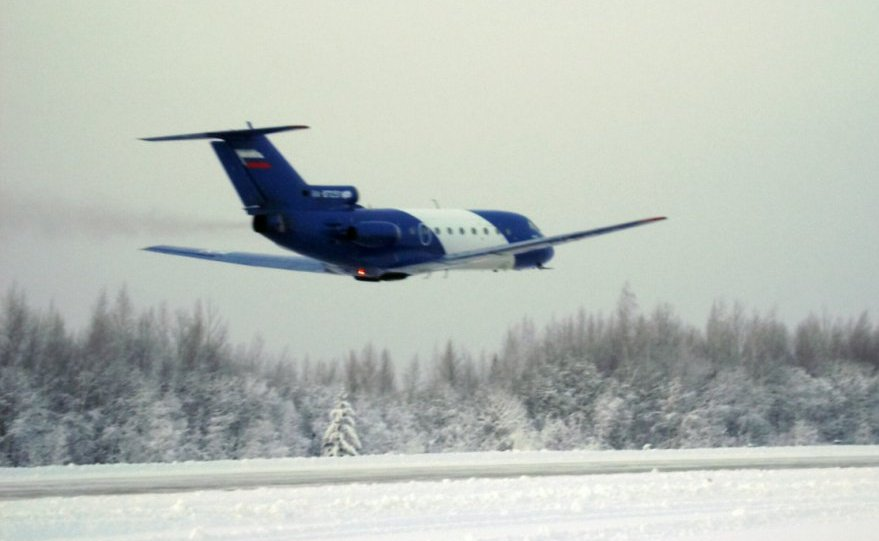
Як-40 над смугою
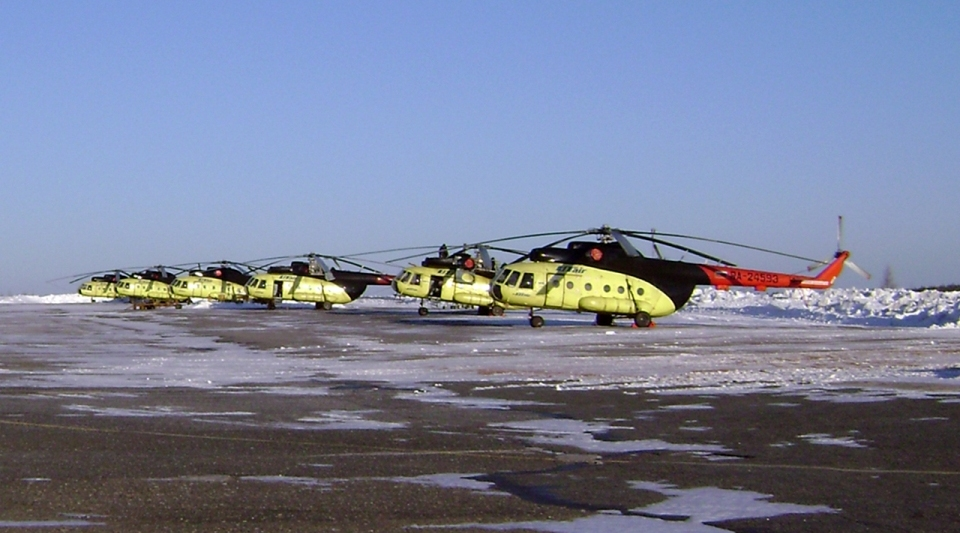
Стоянка вертольотів Мі-8 на пероні
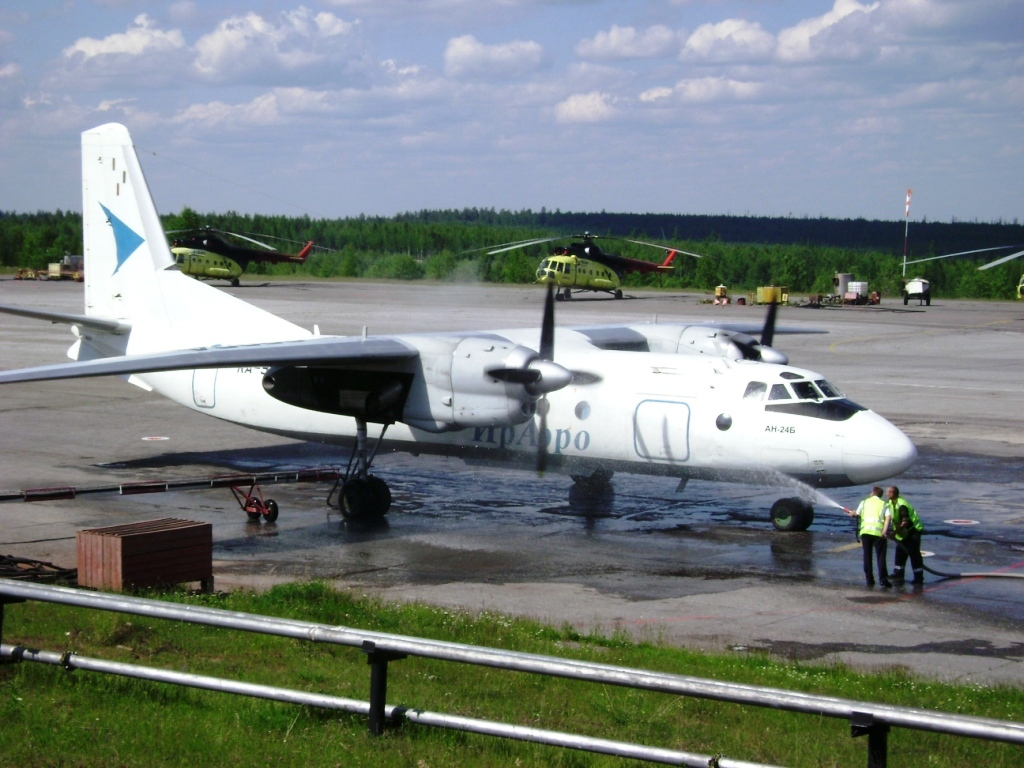
Запуск двигунів в умовах високих температур (Ан-24)
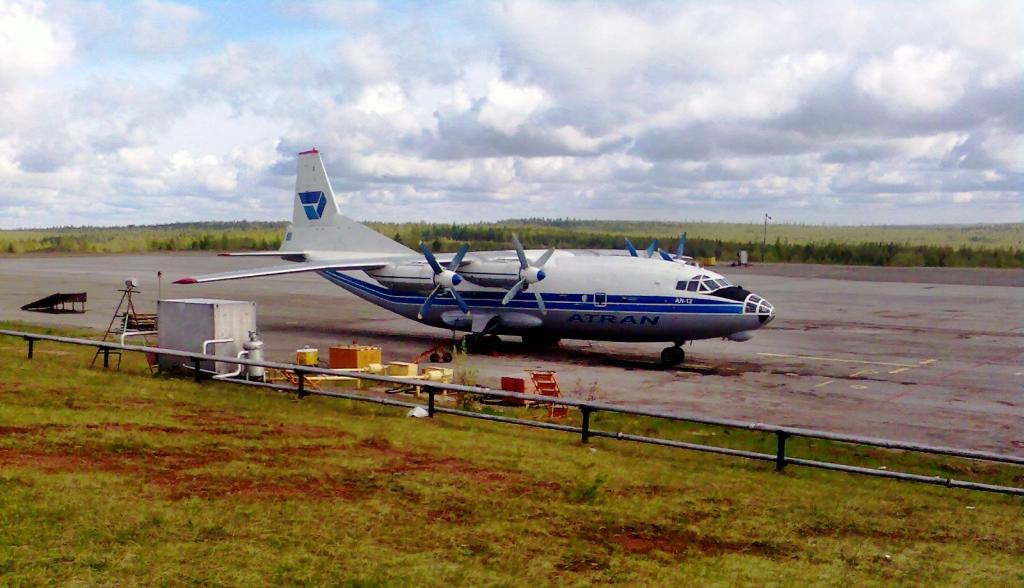
Ан-12 на пероні
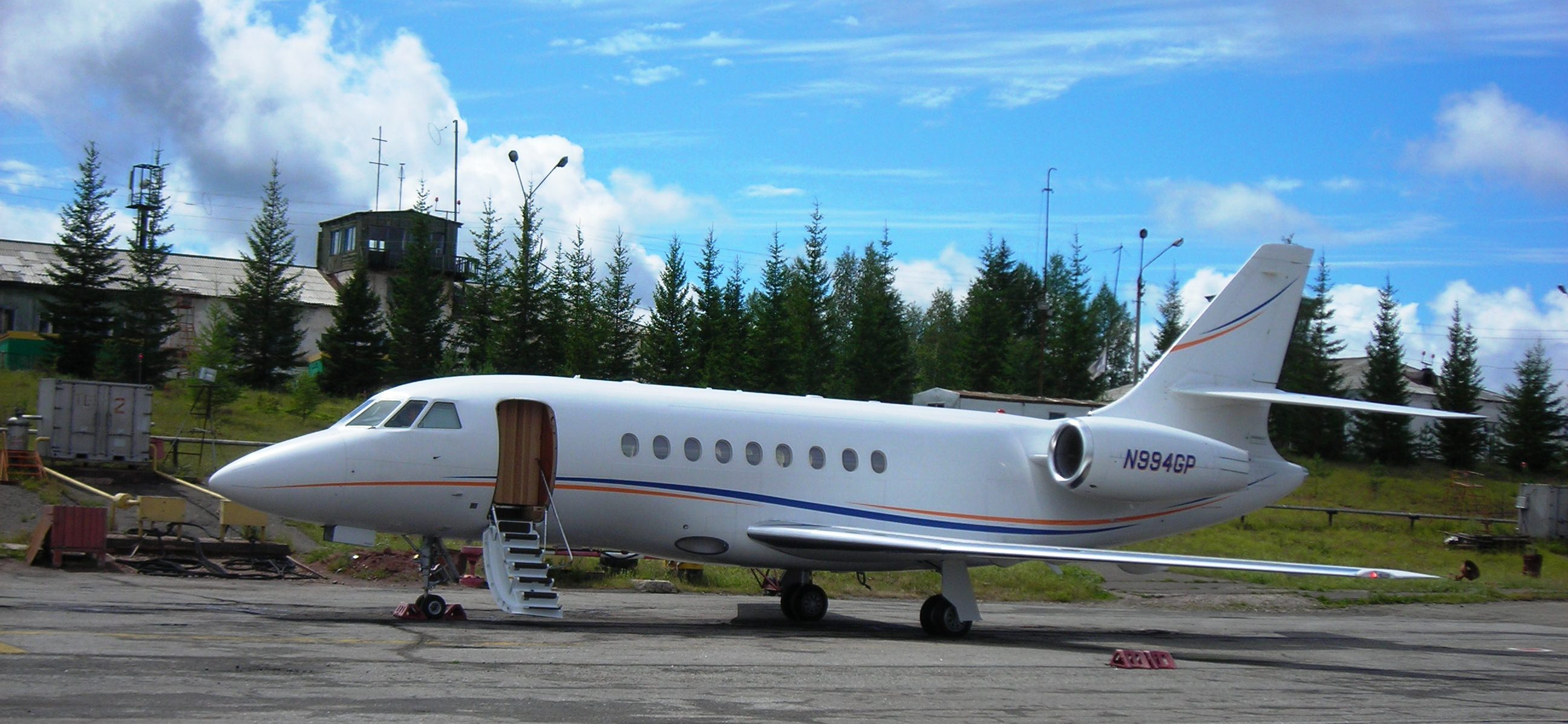
Dassault Falcon 2000 (приватний літак бізнесмена)
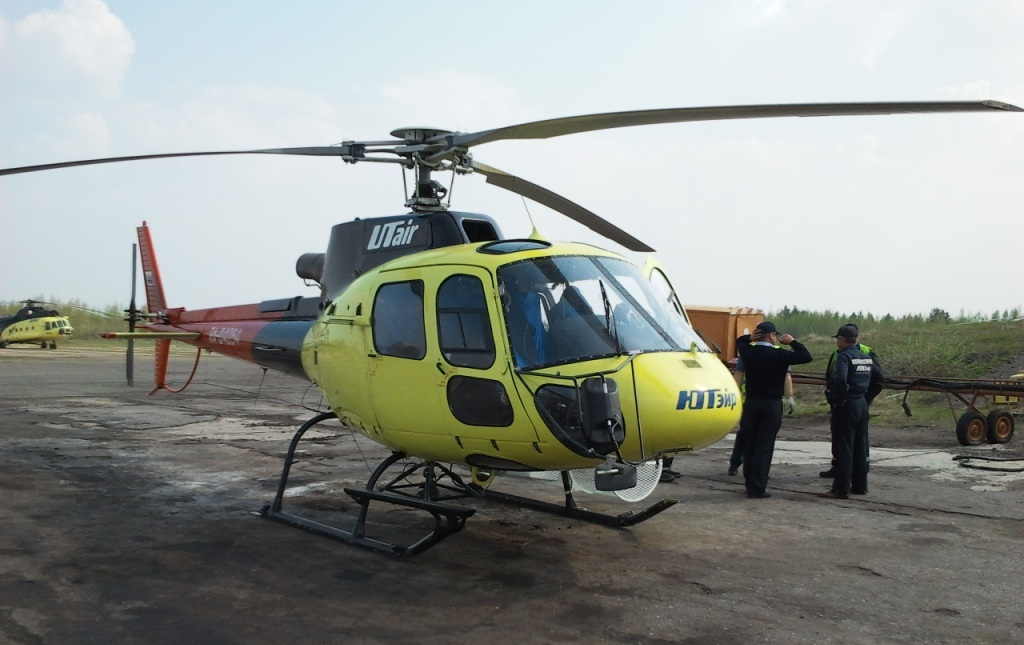
Aerospatiale 350B3 Ecureuil (RA-04054) - ЮТейр
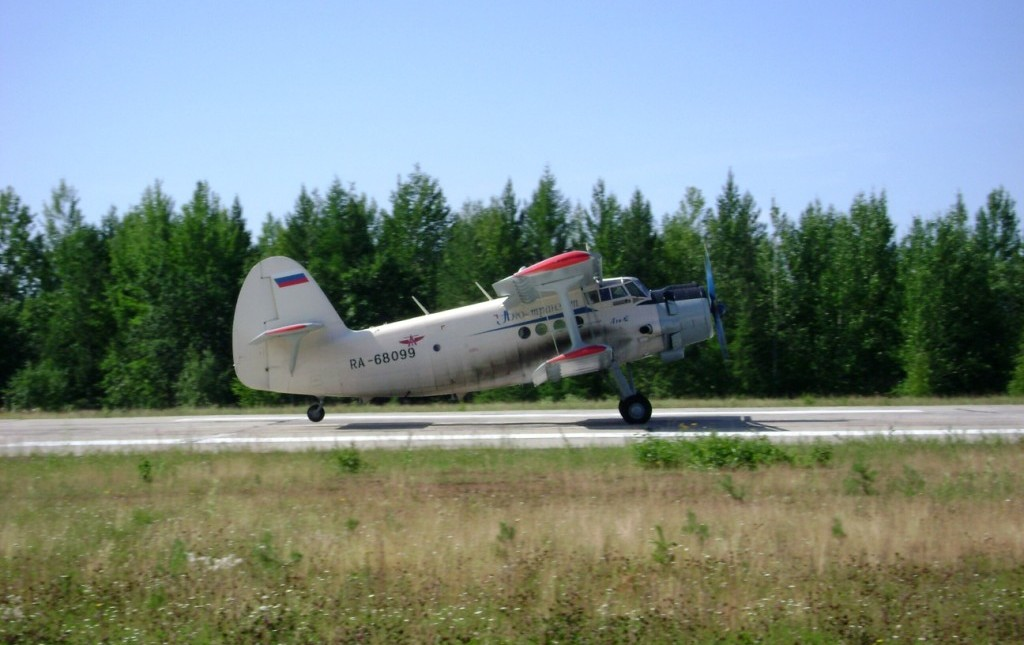
Ан-2
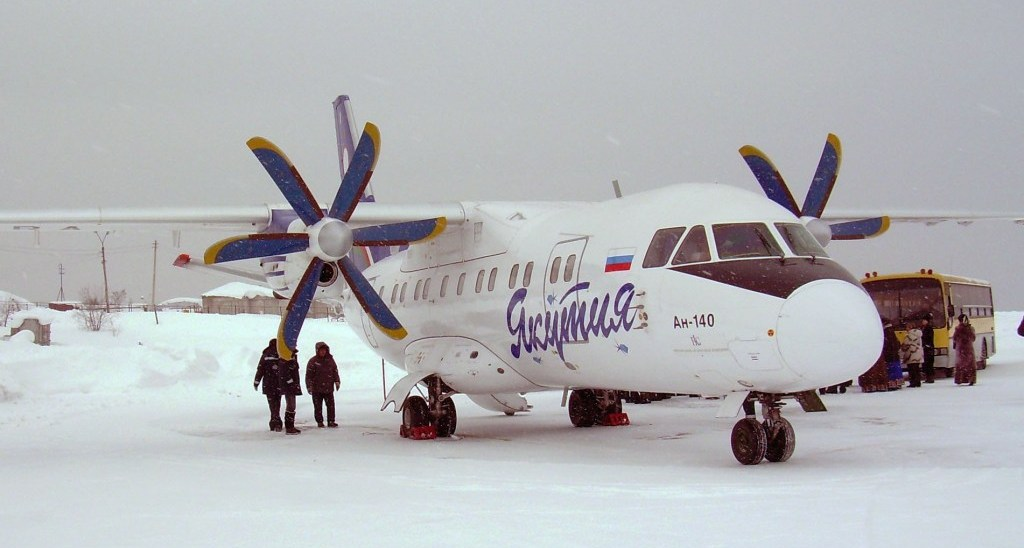
Ан-140 на пероні
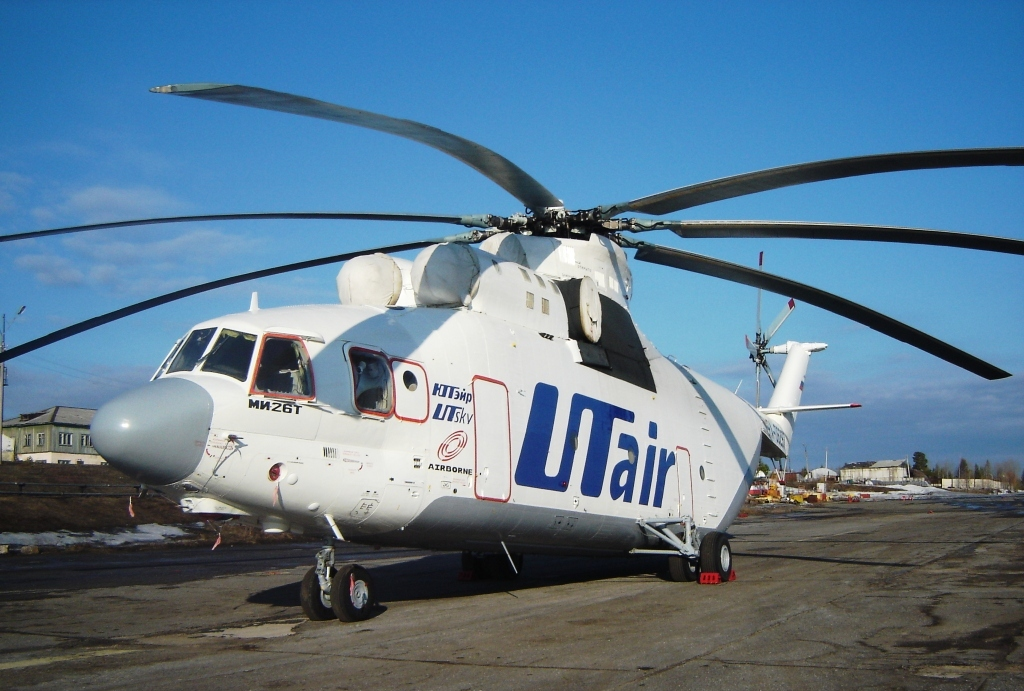
Миль Мі-26Т на пероні
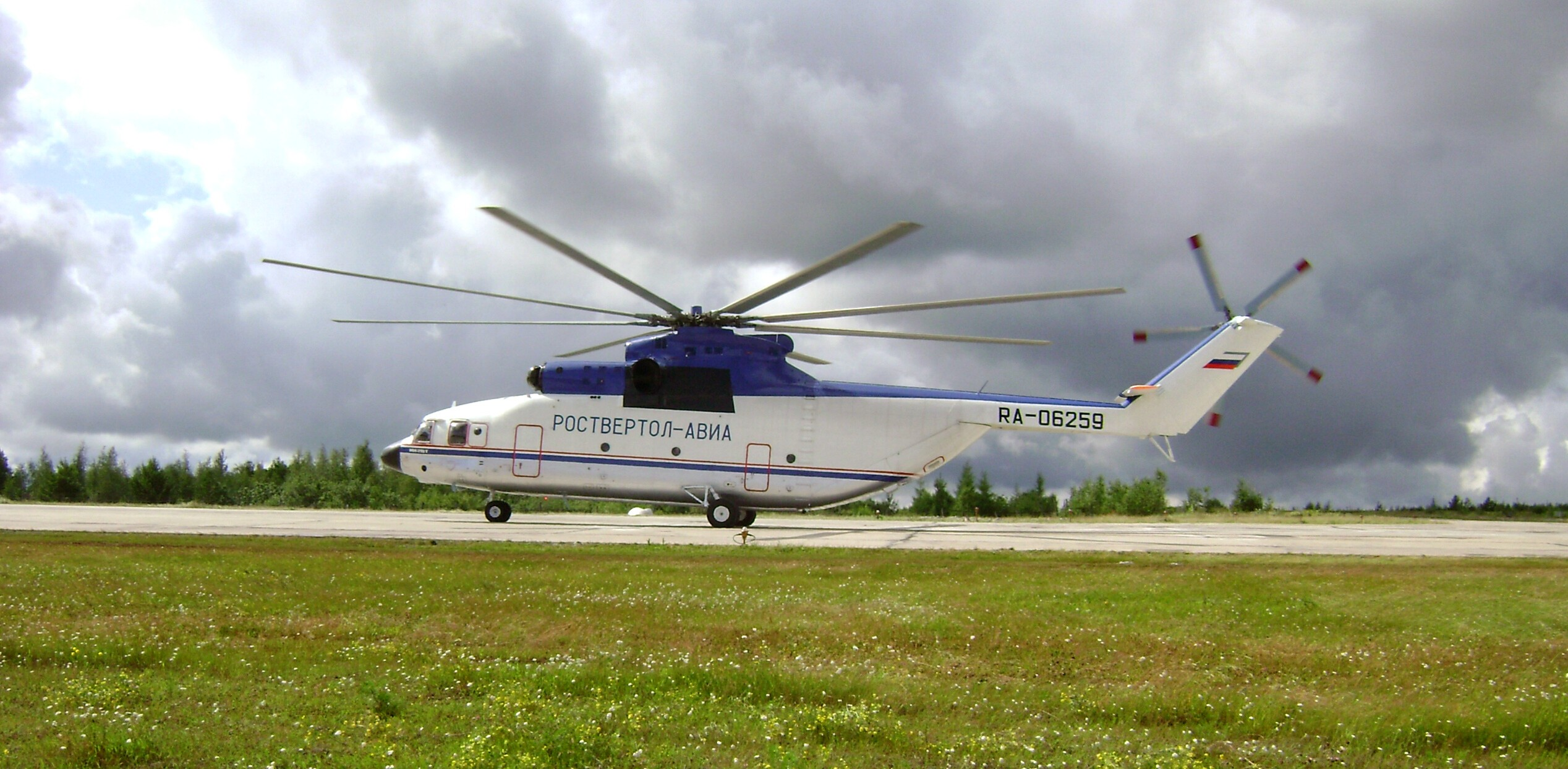
а/к Вертол-Авіа

## Маршрутна мережа[3]
| Авіакомпанія | Пункт призначення |
| ------------ | ----------------- |
| Ангара       | Іркутськ          |
| ІрАеро       | Іркутськ          |

## Транспортне сполучення зУсть-Кутом

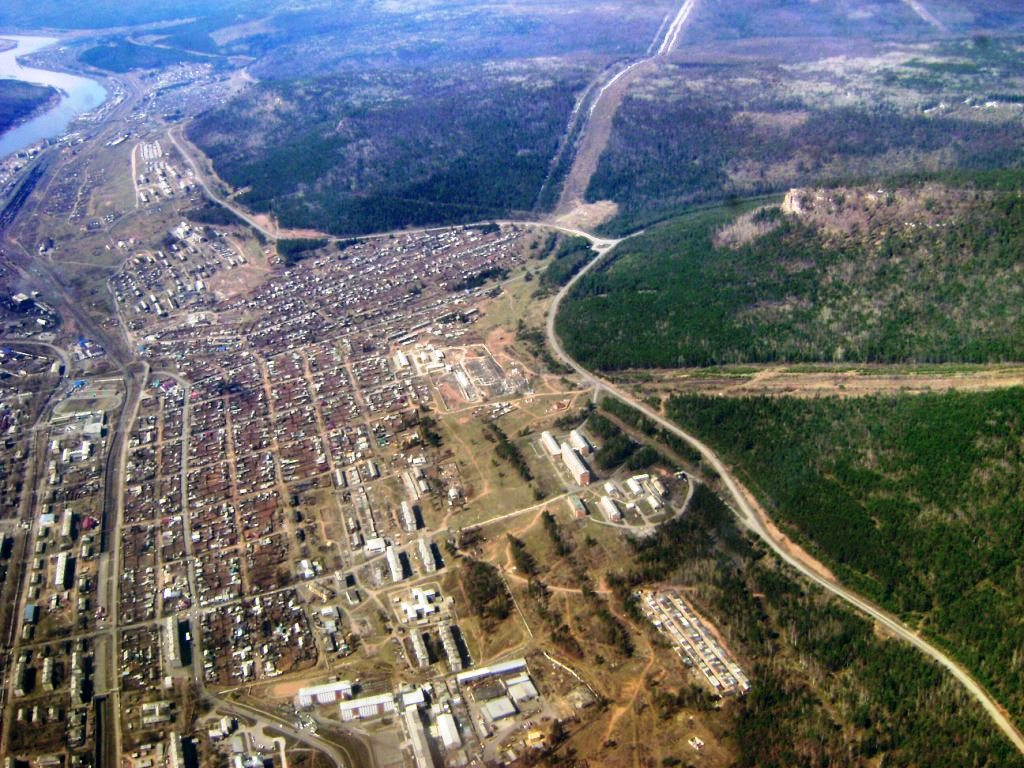
Вид на місто з вікна літака

Аеропорт сполучено з містом місцевою автомобільною дорогою протяжністю 10 км, що прямує від кільцевого перехрестя об'їзної дороги і вулиці Некрасова.
Міським громадським транспортом напрямок не обслуговується.

## Район аеродрому

### Розташування
Район аеродрому розташований у південній частині великого Середньосибірського плоскогір'я, поверхня якого є підвищеним плато з окремими сопками і кряжами. Рельєф навколишньої місцевості горбистий, з незначними вершинами. Сопки та долини вкриті хвойним лісом з висотою дерев до 40 метрів. Місцевість району аеродрому — горбиста.

### Клімат
Аеродром Усть-Кут розташований у зоні різко континентального клімату. Погода району аеродрому обумовлюється розташуванням на лівому березі Лени вище її долини на 300—350 метрів. Середня річна швидкість вітру — 3,9 м/с. Повторюваність швидкостей вітру, що перевищують встановлені межі, спостерігається навесні (квітень — травень) і в листопаді. У зимовий час переважають вітри південно-західного, а в теплий період західного і північно-східного напрямку. При заході на посадку з південного заходу на віддалі 8-10 км від злітно-посадкової смуги при швидкостях вітру 3 м/с і більше спостерігається орографічна турбулентність.

#### Видимість у районі аеродрому
Низька хмарність залежить від синоптичних умов і від місцевих особливостей району. Найбільша повторюваність низьких хмар і туману припадає на серпень — жовтень. Зростання кількості низько розташованих хмар — шаруватих і розірвано-шаруватих форм — спостерігається переважно в ранкові та денні години. Мінімальна кількість низьких хмар найбільш імовірна в нічні години. Горизонтальна дальність видимості досягає найменших значень з листопада по квітень за рахунок снігопадів і хуртовин.

#### Температура
Середньорічна температура повітря становить -3,4 °C. Мінімальні температури спостерігаються в грудні-січні, максимальні — у липні. Абсолютний мінімум температури повітря -52 °C.
| Клімат аеродрому                       | Клімат аеродрому | Клімат аеродрому | Клімат аеродрому | Клімат аеродрому | Клімат аеродрому | Клімат аеродрому | Клімат аеродрому | Клімат аеродрому | Клімат аеродрому | Клімат аеродрому | Клімат аеродрому | Клімат аеродрому | Клімат аеродрому |
| Показник                               | Січ.             | Лют.             | Бер.             | Квіт.            | Трав.            | Черв.            | Лип.             | Серп.            | Вер.             | Жовт.            | Лист.            | Груд.            |                  |
| Середня температура, °C                | −27,9            | −23,1            | −12              | −2,5             | 7,3              | 15,6             | 17,9             | 12,5             | 5,5              | −2,7             | −11,1            | −27,1            |                  |
| -------------------------------------- | ---------------- | ---------------- | ---------------- | ---------------- | ---------------- | ---------------- | ---------------- | ---------------- | ---------------- | ---------------- | ---------------- | ---------------- | ---------------- |
| Джерело: GISMETEO: Аэропорт "Усть-Кут" |                  |                  |                  |                  |                  |                  |                  |                  |                  |                  |                  |                  |                  |

#### Опади
Опади спостерігаються протягом усього року. Число днів з опадами становить від 125 до 185 на рік.
Грози спостерігаються від травня по серпень, переважно в другій половині дня і пов'язані з проходженням атмосферних фронтів.
Ожеледь спостерігається рідко.

## Показники діяльності
| Операційні показники                     | 1983 (макс. ) | 2008 | 2009 | 2010 | 2011 | 2012 | 2013  | 2014 | 2015 | 2016 | 2017 | 2018 |
| Пасажиропотік (тис. пас.)                | 228,3         | 33,6 | 20,4 | 76,1 | 115  | 133  | 134,4 | 70,6 | 72,2 | 77,9 | 83,5 | 90   |
| Комерційне обслуговування вантажу (тонн) | 26700         |      |      |      |      |      | 819   | 781  | 705  | 447  | 478  | 450  |
| Комерційне обслуговування пошти (тонн)   | 536           |      |      |      |      |      |       | 26   | 27   | 28   | 28   | 26   |

Починаючи з 2008 року, сталося значне збільшення прибутку за рахунок збільшення вахтових перевезень до нафтових родовищ Іркутської області.
Чистий прибуток оператора аеропорту у 2015 році склала 6,88 млн руб. у порівнянні з чистим збитком у 2014 році — 4,92 млн руб.

## Перспективи розвитку

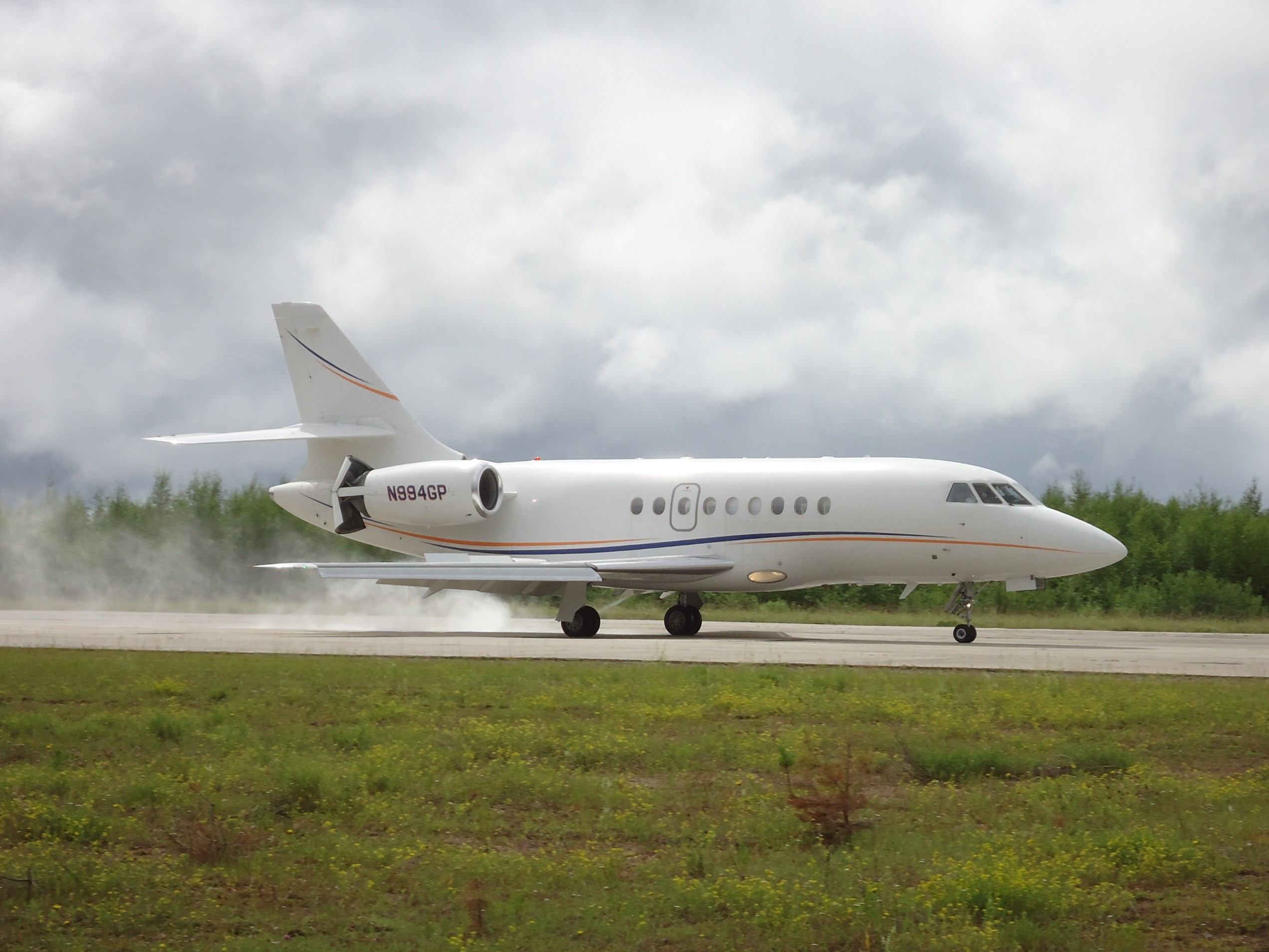
Посадка Dassault Falcon 2000 в аеропорту Усть-Кут

Економічні перспективи безпосередньо пов'язані з перспективами освоєння великих родовищ вуглеводневої сировини й експлуатацією Східного нафтопроводу.
Авіакомпанія «ЮТейр», ставши у 2007 році власником контрольного пакету акцій аеропорту, заявляла про намір збудувати новий аеровокзал і подовжити злітно-посадкову смугу для приймання літаків першого класу.
Однак, у 2018 році в основного акціонера виникли серйозні фінансові труднощі — чистий збиток авіакомпанії склав 22 мільярди рублів, у зв'язку з чим було втрачено здатність розплачуватися по кредитах. Авіапідприємство розглядало варіант переведення аеродрому у статус посадкового майданчика з метою мінімізації сертифікаційних вимог і скорочення витрат, що призвело б до обмеження пасажирських перевезень. Згодом в авіакомпанії заявили, що аеропорт ліквідовувати не збираються.

## Події та катастрофи
| Дата, час місцевий | Повітряне судно  | Авіакомпанія                                 | Кількість жертв / кількість осіб на борту (П + Е) | Опис |
| ------------------ | ---------------- | -------------------------------------------- | ------------------------------------------------- | --- |
| 5 березня 1970     | Лі-2 СРСР-58340  | СРСР Аерофлот                                | 0/0 + 5                                           | Незабаром після зльоту, через зсув вантажу (мішки з цементом), літак зазнав аварії в районі ближньої приводної радіостанції. Члени екіпажу отримали поранення. Загиблих немає. |
| 17.12.1976 19:40   | Як-40 СРСР-88208 | СРСР Аерофлот Братський об'єднаний авіазагін | 7/4 + 3                                           | Відразу після зльоту літак зачепив дерева і впав у ліс. До моменту відправлення тривалість робочого часу екіпажу становила більше 10 годин. Підготовка до вильоту проводилася в поспіху. Причина катастрофи — помилки екіпажу при підготовці до вильоту і в техніці пілотування під час зльоту. |